# Call of Juarez: Bound in Blood
Call of Juarez: Bound in Blood é um videogame estilo western no formato first-person shooter passado no ano de 1864. Desenvolvido pela Techland e publicado pela Ubisoft, sua história narra os fatos anteriores a seu predecessor Call of Juarez que foi lançado em 2006 para PC e em 2007 no Xbox 360. O jogo foi lançado para as plataformas PC, PlayStation 3 e Xbox 360 em 30 de junho de 2009.

## Jogabilidade
De acordo com seus criadores, Call of Juarez: Bound in Blood foi criado para trazer ao jogador a melhor experiência faroeste criada até então. O jogo deriva do gênero spaghetti-western: pistoleiros, , duelos, fugas , , perseguições de carruagem e conflitos com nativo-americanos, similares a outro jogo do mesmo estilo, Gun. Ele apresenta dois personagens principais, os irmãos Ray e Thomas. O enredo do jogo se estabelece durante a Guerra Civil Americana e retrata as aventuras dos dois irmãos em diferentes cidades do México e Estados Unidos.
Antes da maioria das missões, o jogador pode escolher qual dos dois irmãos irá controlar. Embora o modo História seja considerado curto, cada irmão desempenha papéis diferentes dentro do mesmo mapa: frequentemente o jogador irá encontrar pontos onde os jogadores se dividem ou devem fazer ações em particular para permitir o progresso de ambos no cenário. Por exemplo, Thomas pode usar o laço para escalar em locais altos para proteger Ray, enquanto ele ataca ou joga dinamites em diferentes áreas. Cada irmão tem um modo história completamente diferente. O progresso linear dos mapas é interrompido por cenários livres onde o jogador pode fazer missões secundárias como um caçador ou capanga contratado, atacando, defendendo ou resgatando bens, para ganhar dinheiro e comprar novos equipamentos e munição. Em todos os mapas podem ser encontrados bônus secretos, que contém material adicional da história do jogo, além de fotos reais da Guerra da Secessão.
Ao final da maioria das missões, o jogador terá a oportunidade de duelar o líder do grupo rival ao estilo dos filmes clássicos westerns, onde os dois permanecem em um círculo com o revólver preso ao coldre. Ao som de um sino, ambos tiram a arma simultaneamente, restando aquele que mais rapidamente disparar um tiro letal no oponente.

### Personagens
Call of Juarez: Bound in Blood apresenta dois personagens jogáveis: os irmãos Ray e Thomas. Os dois personagens tem fortes diferenças entre si, o que afeta significativamente a jogabilidade.
- Ray McCall: O mais velho dos irmãos, é ideal para combate a curta distância e exercícios de força . Pode utilizar duas pistolas ao mesmo tempo e dinamites.[9] Ray também é mais resistente a danos de adversários, por utilizar uma couraça. Sua força também o permite arrombar portas e carregar metralhadoras portáteis.

- Thomas McCall: Um atirador de precisão que prefere combates a longa distância com armamento diferenciado, como rifles, facas e arco-e-flecha. O uso de armas mais silenciosas permite que ele elimine oponentes sem ser percebido, pelo arremesso de facas ou uso de arco-e-flecha a médias e longas distâncias.[9] Outra habilidade especial inclui o uso de cordas e laços para subir em locais diferenciados, como em sacadas, caixas d'água e sobre muros.[10][11]

- William McCall: O terceiro e mais novo irmão McCall estudava em um colégio local com intenções de se tornar padre antes da Guerra Civil. Ele costuma seguir os irmãos em boa parte das missões, embora não use armas, nem seja jogável. Nas cenas de história, mostra seu caráter , que deseja afastar os irmãos da vida de cowboy que eles vivem  e buscar neles a conversão. William acaba se sacrificando pelos irmãos, fatos que levam Ray a se tornar um padre e explicam o início da história do jogo predecessor, Call of Juarez.

- Juarez: Seu nome verdadeiro é Juan Mendoza, um poderoso líder criminoso mexicano, apelidado de Juarez pelo nome de sua cidade natal e as relações com o mito do tesouro escondido. Ele é um dos antagonistas principais do jogo. Os irmãos McCall o descobrem quando salvam sua amante Marisa de um grupo de bandidos, e acabam se juntando a ele para a busca do tesouro perdido de Cortez, aos quais é prometido uma parte no trato. Juarez também é o pai biológico de William "Billy Candle", o protagonista do jogo anterior.

- Marisa: Amante de Juarez, seduz ambos os irmãos McCall, fato que frequentemente gera disputa entre os irmãos. É a mãe de Billy Candle.

- Jeremy Barnsby: Um dos antagonistas principais do jogo, foi coronel do regimento a qual pertenceram Ray e Thomas durante a Guerra Civil. Depois de fatos que levaram a deserção dos dois, tornou-se pessoalmente obstinado na captura e punição dos irmãos. Quando os Confederados oficialmente se renderam na guerra, Coronel Barnsby manteve um exército particular de soldados que se recusaram a se entregar para tropas da União. Caçados pelo exército americano, fugiram para o oeste, onde seus destinos cruzaram os de Ray e Thomas. O interesse particular de Barnsby foi além da sua intenção constante de enforcar os irmãos McCall, também pretendia encontrar o tesouro para assim financiar o retorno da causa confederada.

- Seeing Farther : Filho do chefe apache "Running River". Ele é enviado por seu pai para fazer um trato com Juarez, que desejava trocar centenas de rifles pelo tesouro dos Apache: um medalhão capaz de levá-lo ao ouro perdido de Juarez. Seu nome em inglês significa literalmente "enxergando mais longe". Desenvolve uma amizade particular com William McCall.

### Armas
Os armamentos do jogo são recriações inspiradas em armas reais do século XIX. O jogador pode escolher entre uma variada seleção de pistolas, rifles, espingardas, carabinas e outros armamentos pesados, como a "gatling gun", uma rudimentar metralhadora de múltiplos canos acionada a manivela desenvolvida durante a Guerra Civil. Durante o jogo, canhões fixos também estão disponíveis. Além de armas convencionais, os personagens também podem utilizar arcos indígenas e facas de arremesso.
Os irmãos tem afinidades diferentes com certas armas. Ray é melhor utilizando pistolas a curta distância, e espingardas de cano duplo. Ele também é o único que pode disparar duas pistolas simultaneamente, além de dinamite. Também é o único que pode carregar a "gatling gun" e utilizá-la como arma de mão convencional. Thomas é mais eficiente através de armas de longa distância como rifle e outras armas de precisão. Também é o único que pode usar arco-e-flecha e facas de arremesso.
Os equipamentos podem ser encontrados ao longo dos cenários em locais escondidos ou deixados por inimigos abatidos. Mas armas de maior qualidade podem ser compradas em lojas ao longo do jogo, aumentando sua força, velocidade de carregamento e rapidez de manejo. Cada arma no jogo pode ser encontrada em quatro diferentes estados de conservação, "rusty" (baixa qualidade), "normal", "prime" e "superb" (maior qualidade).

### Multiplayer
Os modos de multijogador são na maioria das vezes baseados em times, com uma variedade de objetivos e diferentes classes de personagem disponíveis. Um time é representado pela "Lawmen", contra outro, "Outlaw" - em alguns modos de jogo, os jogadores trocam de times ao final de cada partida variando a experiência de jogo. O jogo utiliza um sistema de prêmio para marcação de pontos, onde os jogadores mais competentes com maior número de mortes valem maior recompensa. Alguns mapas multiplayer foram diretamente inspirados em cenas famosas de filmes Western.
O jogo não possuia anteriormente suporte a servidores dedicados ou programas contra "cheating". Recentemente, em 2 de dezembro, a Ubisoft lançou um pacote de arquivos para suportar a criação de servidores, apenas na versão de PC, em resposta a um grande número de reclamações e pedidos recebidos pela comunidade do jogo. Os pedidos para um sistema contra trapaças ainda não foi atendido.
Um patch lançado para o jogo em setembro de 2009, incluiu várias melhoras e mudanças no modo multijogador, reparação de defeitos e um sistema de patch automático.  Ainda que esses patches tenham resolvido problemas técnicos do multiplayer, alguns problemas principais dos servidores conhecidos desde seu lançamento ainda não foram corrigidos.